# Flora Reipublicae Popularis Sinicae
Flora Reipublicae Popularis Sinicae (abreviado Fl. Reipubl. Popularis Sin.) es una revista ilustrada con descripciones botánicas. Es editada en China desde el año 1959.